# Léopold de Saxe-Cobourg-Gotha (1878-1916)
Léopold de Saxe-Cobourg-Gotha (en allemand, Leopold Clement Philipp August Maria Prinz von Sachsen-Coburg und Gotha), né le 19 juillet 1878 à Szentantal, et mort le 27 avril 1916 à Vienne, est l'aîné des deux enfants de Philippe de Saxe-Cobourg-Gotha et de Louise de Belgique. Il appartient à la Maison de Saxe-Cobourg et Gotha.

## Biographie

### Enfance

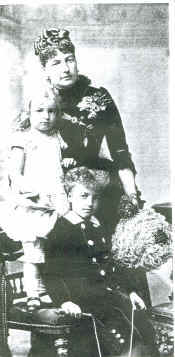
Le jeune Léopold et sa sœur cadette Dorothée vers 1886, auprès de leur mère Louise de Belgique.

Léopold naît au sein d'un couple vite désuni. Ses parents, Philippe de Saxe-Cobourg-Gotha et Louise de Belgique, finissent par divorcer en 1906. Léopold a une sœur cadette : Dorothée, née en 1881. Le prince est un petit-fils de Léopold II, roi des Belges, dont il porte le prénom.

### Une liaison fatale
Léopold est l'héritier des vastes domaines de sa famille paternelle laquelle les tient par héritage de la princesse Antoinette de Kohàry. Capitaine des hussards dans l'armée austro-hongroise, il rencontre durant l'été 1907 Camilla (dite aussi Mila) Rybiczka, bientôt 21 ans, fille d'un fonctionnaire de l'État et conseiller de la cour. Ils débutent une liaison. Camilla se produit dans des théâtres. Afin de mettre un terme à cette relation, Philippe de Saxe-Cobourg, père de Léopold, propose une somme de 500 000 couronnes afin qu'elle s'éloigne à jamais de son fils. La transaction est refusée par la jeune femme et l'idylle se poursuit. Ils voyagent beaucoup ensemble et Camilla espère que Léopold l'épousera en dépit du caractère morganatique d'une éventuelle union, et de la perte pour le jeune homme du fidéicommis familial.
Après l'attentat de Sarajevo (le 28 juin 1914), Léopold doit se rendre aux funérailles de l'archiduc assassiné. Avant son départ, il rédige une lettre dans laquelle il s'engage à épouser Camilla dans les six mois. Au cours des trois premiers mois de 1915, Léopold est officier d'ordonnance dans un poste de secours de la Croix-Rouge à Vienne. Il prend ensuite un congé sans solde. Il s'aperçoit aussi que ses sentiments pour sa maîtresse ont diminué. Selon plusieurs témoins, les amants auraient eu une explication houleuse au début octobre 1915. Camilla invite Léopold à se rendre chez elle pour une ultime explication le 17 octobre 1915. Là, Camilla aurait attaqué son amant en le vitriolant au visage avant de tirer à quatre reprises sur le prince, le blessant à l'œil, à la poitrine et à l'épaule. Ensuite, elle se donne la mort d'une balle en plein cœur. Léopold souffrira durant six mois avant que des injections de narcotiques au cours d'une opération cardiaque lui soient fatales. Le prince meurt le 27 avril 1916.